# Пикард-Кембридж, Октавиус
Октавиус Пикард-Кембридж (англ. Octavius Pickard-Cambridge) (1828—1917) — английский пастор и зоолог. Дядя английского арахнолога Фредерика Октавиуса Пикард-Кембриджа (1860—1905).

## Биография
Октавиус Пикард-Кембрдж изучал теологию в университете Дарема. Он был рукоположен в 1858 году, сменив своего отца в Блоксфорте в 1868 году.
Его страстью были птицы, а после встречи с Джоном Блэкуоллом примерно в 1854 году стали также пауки. Он впервые научно описал большое количество пауков, включая Megaphobema mesomelas и Atrax robustus, и стал ведущим мировым авторитетом в арахнологии.
В 1887 он стал членом Королевского общества.

## Труды
- "Arachnida", in Encyclopaedia Britannica, 9th Edition, Volume II (Edinburgh, 1875)
- The Spiders of Dorset: From the 'Proceedings of the Dorset Natural History and Antiquarian Field Club.'  (Sherbourne, 1879–82)
- Araneidea. Scientific Results of the Second Yarkand Mission. (Calcutta, 1885)
- Monograph of the British Phalangidea or Harvest-Men. (Dorchester, 1890)